# Днепровско-Карпатская операция
Днепровско-Карпатская операция (нем. Dnepr-Karpaten-Operation), в советской исторической науке также именовалась Битва за Правобережную Украину — стратегическая военная операция Вооружённых Сил СССР против немецко-венгеро-румынских войск с целью освобождения Правобережной Украины в ходе Великой Отечественной войны, проводившаяся 24 декабря 1943 — 17 апреля 1944 года.

## Предпосылки
Летом-осенью 1943 года советские войска заняли всю Левобережную УССР и в ходе битвы за Днепр захватили стратегические плацдармы на правом берегу Днепра, что создало благоприятные условия для последующего наступления на Правобережной Украине.
По плану, который сложился к декабрю 1943 года, 1-й Украинский фронт ударом от Киева на Могилёв-Подольский должен был разгромить северное крыло группы армий «Юг», а остальные три Украинских фронта должны были ударами с трёх направлений окружить и уничтожить никопольско-криворожскую группировку немецких войск. Однако к концу декабря в план были внесены изменения, согласно которым 2-й Украинский фронт должен был главными силами наступать на Кировоград, Первомайск, приняв участие в окружении северной группировки совместно с 1-м Украинским фронтом. Войскам 3-го и 4-го Украинских фронтов ударами по сходящимся направлениям на Никополь, Нововоронцовку предстояло разгромить никопольско-криворожскую группировку немецких войск, развить удар на Николаев, Одессу и освободить всё Черноморское побережье. В дальнейшем 4-й Украинский фронт должен был переключиться для действий в Крыму.

## Расстановка сил

### СССР
1-й Украинский фронт (командующий генерал армии Н. Ф. Ватутин)
- 1-я гвардейская армия
- 13-я армия
- 18-я армия
- 27-я армия
- 38-я армия
- 40-я армия
- 60-я армия
- 3-я гвардейская танковая армия
- 1-я танковая армия
- 1-й гвардейский кавалерийский корпус
- ряд отдельных частей и соединений фронтового подчинения
- 2-я воздушная армия

2-й Украинский фронт (командующий генерал армии (с февраля 1944 г. Маршал Советского Союза) И. С. Конев)
- 4-я гвардейская армия
- 5-я гвардейская армия
- 7-я гвардейская армия
- 37-я армия
- 52-я армия
- 53-я армия
- 57-я армия
- 5-я гвардейская танковая армия
- 26-й гвардейский стрелковый корпус
- 33-й стрелковый корпус
- 5-й гвардейский кавалерийский корпус
- ряд отдельных частей и соединений фронтового подчинения
- 5-я воздушная армия

3-й Украинский фронт (командующий генерал армии Р. Я. Малиновский)
- 8-я гвардейская армия
- 6-я армия
- 46-я армия
- 7-я воздушная армия

4-й Украинский фронт (командующий генерал армии Ф. И. Толбухин)
- 2-я гвардейская армия
- 3-я гвардейская армия
- 5-я ударная армия
- 28-я армия
- 4-й гвардейский кавалерийский корпус
- 8-я воздушная армия

Всего советские войска насчитывали 2,086 млн. чел., 31 530 орудий и миномётов, 1908 танков и самоходно-артиллерийских установок, около 2370 боевых самолётов.

### Германия и Румыния
Группа армий «Юг» (командующий генерал-фельдмаршал Э. Манштейн)
- 6-я армия
- 8-я армия
- 1-я танковая армия
- 4-я танковая армия

часть сил Группы армий «A» (командующий генерал-фельдмаршал Э. Клейст)
- 44-й отдельный армейский корпус
- 3-я румынская армия

Авиационную поддержку оказывали 4-й воздушный флот и ВВС Румынии.
Всего немецко-румынские войска насчитывали около 1,8 млн чел., 2200 танков и штурмовых орудий, 21 820 орудий и миномётов, 1560 боевых самолётов.

## Первые атаки советских фронтов
24 декабря 1943 года часть сил 1-го Украинского фронта перешла в наступление в общем направлении на Винницу. 25-28 декабря в наступление перешли войска, наносившие вспомогательные удары севернее и южнее главной группировки немецких войск. Наступление в первые дни развивалось довольно успешно, армии фронта продвигались по направлениям, расходящимся на запад, юго-запад и юг. 4-я немецкая танковая армия не смогла сдержать натиск советских войск и, понеся тяжёлые потери, отступала. 31 декабря 1943 года советскими войсками был взят Житомир, 3 января 1944 — Новоград-Волынский, 5 января — Бердичев. 10—11 января передовые части 38-й, 40-й и 1-й танковой армий вышли на подступы к Виннице, Жмеринке, Умани и Жашкову; нанесли поражение 6 дивизиям противника и глубоко охватили левый фланг группировки немцев, которая все ещё удерживала правый берег Днепра в районе Канева.
Для восстановления положения на этом участке фронта командующий немецкой группой армий генерал-фельдмаршал Э. Манштейн вынужден был принять срочные меры. Против 1-го Украинского фронта было сосредоточено дополнительно 10 пехотных и 6 танковых дивизий. Стянув в район Винницы и Умани крупные силы, немецкие войска 11—12 января нанесли два контрудара, в результате которых советские войска вынуждены были приостановить наступление и отступить на 35—50 км.
5 января 1944 года перешёл в наступление 2-й Украинский фронт, главными силами нанося удар в юго-западном направлении на Первомайск, и силами двух армий — в северо-западном направлении на Шполу. Через два дня наступления войскам фронта ценой больших потерь удалось прорвать сопротивление немцев и продвинуться на глубину более 20 км, охватив противника в Кировограде. 8 января Кировоград был взят советскими войсками, но завершить окружение противника из-за отставания стрелковых дивизий так и не удалось. В последующие дни войска 2-го Украинского фронта продолжали развивать наступление в северо-западном направлении, чтобы соединиться с 1-м Украинским фронтом и отсечь группировку немецких войск на Каневском выступе. Однако добиться этого не удалось: 8-й механизированный корпус, направленный по тылам противника в северо-западном направлении, в упорных боях потерял почти все свои танки. Действовавшие на этом же направлении 4-я гвардейская и 52-я армии продвинулись на 20—40 км, но не достигли назначенного им рубежа. Они были остановлены переброшенными сюда тремя танковыми немецкими дивизиями. 16 января войска фронта перешли к обороне.

## Окружение и уничтожение Корсунь-Шевченковской группировки

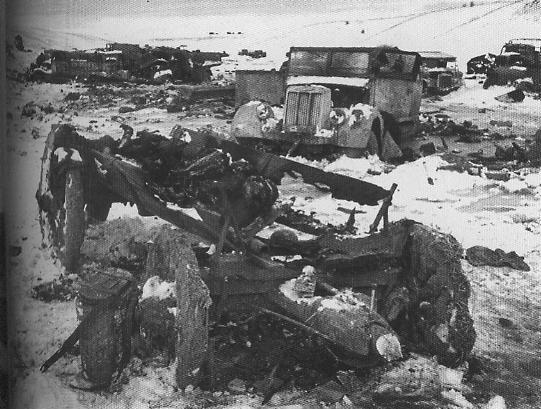
Немецкая техника, разбитая при попытке вырваться из корсунь-шевченковского окружения

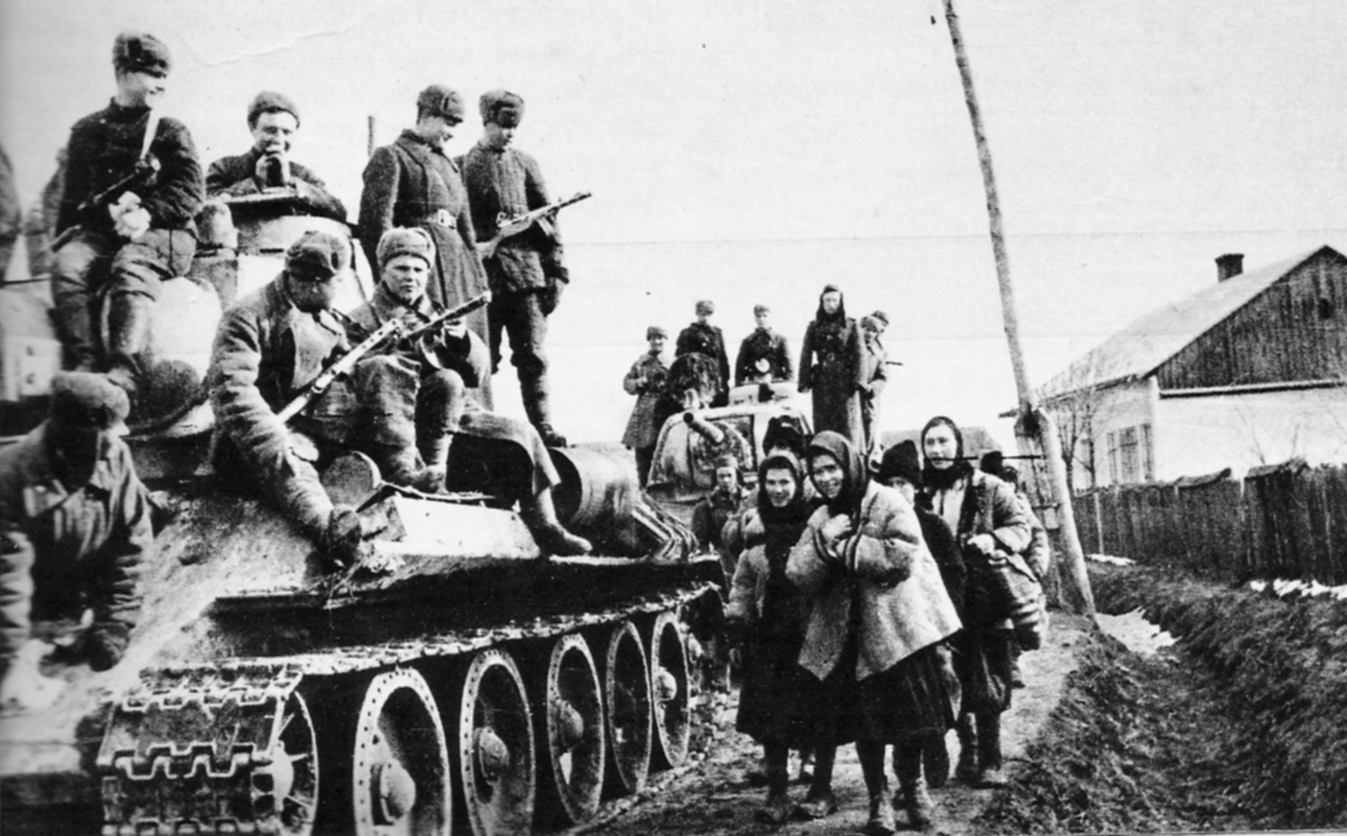
В освобожденном украинском селе. 1944 г.

К середине января 1944 года наступательные возможности 1-го и 2-го Украинских фронтов были в значительной мере исчерпаны, и их усилия сосредоточены на отражении сильных контрударов немецких войск. Для продолжения наступления фронты получили пополнение, в 1-м Украинском фронте была создана новая 6-я танковая армия (командующий генерал-лейтенант А. Г. Кравченко). Вместе с 27-й, частью сил 40-й и при авиационной поддержке 2-й воздушной армии они составили ударную группировку 1-го Украинского фронта. Ударную группировку 2-го Украинского фронта составили 4-я гвардейская армия, 53-я армия, 5-я гвардейская танковая армия, при авиационной поддержке 5-й воздушной армии.
24 января ударные группировки советских фронтов перешли в наступление, довольно быстро прорвали оборону противника и устремились навстречу друг другу с целью окружения немецких войск. Немецкое командование пыталось контрударами остановить части противника. 27 января четыре немецкие танковые дивизии ударами с юга и севера отсекли главные силы 5-й гвардейской танковой армии, тем самым закрыв брешь в своей обороне. Однако несмотря на это, отрезанные танковые соединения советских войск продолжали наступление. 28 января они встретились в районе Звенигородки с передовыми частями 6-й танковой армии. Окружение Корсунь-Шевченковской группировки завершилось. 11-й и 42-й армейские корпуса (10 немецких дивизий и бригада) оказались в котле, который немцы назвали «Маленький Сталинград». К 3 февраля были образованы внутренний и внешний фронты окружения.
Командование группы армий «Юг» предпринимало усилия по спасению окруженных войск, перебрасывая сюда танковые дивизии с других участков фронта. 8 февраля советское командование предъявило окружённым войскам ультиматум о капитуляции, который противник отклонил. 11 февраля немецкие войска предприняли решающее наступление на внешнем фронте окружения, пытаясь соединиться с пробивающимися к ним войсками из окружения. К 17 февраля сражение завершилось. Согласно советским источникам немецкие потери в окружении составили 55 тыс. человек убитыми и более 18 тыс. пленными, тогда как по немецким данным им удалось вывести из окружения 35 тыс. человек, а общее количество погибших и пленных составило около 19 тыс. человек.

## Бои за Ровно и Луцк
Одновременно с наступлением под Корсунь-Шевченковским войска правого крыла 1-го Украинского фронта, под руководством Ватутина, провели наступление в направлении Ровно. Лесисто-болотистая местность и сильная распутица создали крайне тяжелые условия для наступательных действий в этом районе. Несмотря на это, 27 января 13-я и 60-я армии перешли в наступление, которое развивалось довольно успешно.
В 50 км севернее участка прорыва действовали 1-й и 6-й гвардейский кавалерийские корпуса, которые в первый же день наступления углубились на 40—50 км в расположение противника, сплошной обороны у которого в этом районе не было. В ночь на 29 января кавалерийские корпуса, пройдя по бездорожью лесными тропами и болотами более 100 км, повернули на юго-восток и оказались в тылу немецких войск, оборонявших Ровно. С востока на этот город наступали войска 13-й армии, также в первый день операции преодолевшие слабую оборону противника . 2 февраля кавалеристы внезапным ударом овладели городами Луцк и Ровно. Скрытый манёвр кавалерийских соединений по тылам противника оказался эффективным способом борьбы в условиях Полесья и при активной помощи партизанских отрядов, действовавших в этом районе, позволил достичь крупного оперативного успеха.
В боях за Шепетовку советское наступление развивалось не так успешно. Только 11 февраля 60-я армия овладела Шепетовкой. К исходу этого дня войска правого крыла 1-го Украинского фронта в основном выполнили поставленные задачи. За 16 дней наступления они продвинулись по лесисто-болотистой местности на 120 км, охватили левое крыло группы армий «Юг» с севера и создали условия для нанесения удара по её тылу.

## Ликвидация Никопольского плацдарма
C 30 января по 29 февраля 1944 года войска 3-го и 4-го украинских фронтов ликвидировали никопольский плацдарм немцев и выдавили противника из излучины Днепра в районе Запорожья за реку Ингулец.

## Бои в предгорьях Карпат
В марте 1944 года советские войска возобновили наступление, нанесли новое поражение 4-й танковой армии и 1-й танковой армии вермахта, рассекли его фронт на две части и достигли предгорий Карпат. 

## Выход на румынскую территорию
5 марта — 17 апреля 1944 года войска 2-го Украинского фронта разгромили 8-ю армию вермахта, 26 марта достигли границы СССР и вступили на территорию Румынии.

## Сражения на юге
6 марта — 14 апреля 1944 года войска 3-го Украинского фронта нанесли поражение 6-й армии вермахта и 3-й румынской армии, освободили юг Правобережной Украины и достигли Днестра в его нижнем течении, заняв затем несколько плацдармов на правом берегу этой реки.

## Боевые действия авиации по освобождению Правобережной Украины
В наступательной операции по освобождению Правобережной Украины привлекалась авиация 2, 5, 17 и 8-й воздушных армий, имевших в своих составах 2360 боевых самолётов. Советским летчикам противостоял 4-й воздушный флот люфтваффе, имевший более 1460 самолётов, что составляло 54 % от общей численности авиации, базирующейся на Советско-германском фронте.
Авиационные соединения 2-й воздушной армии, под командованием генерала С. А. Красовского, систематически наносили удары по узлам сопротивления и отходящим фашистским войскам и способствовали успешному наступлению советских армий на житомирско-бердичевском направлении.
В начале января велась интенсивная переброска немецко-фашистских войск и авиации в район Корсунь-Шевченковского направления в полосу наступления 1-го Украинского фронта. Здесь гитлеровцы сосредоточили крупные силы авиации, и создав почти двойное превосходство в самолётах, нанесли контрудар в районе Винницы и северо-западнее Умани.
Части и соединения мнения 2-й воздушной армии основные удары направляли на танковые группировки немцев. Для выполнения этой задачи было совершено 4200 самолёто-вылетов, в том числе 2500 по танковым войскам и тем самым оказали значительную помощь сухопутным войскам в срыве контрударов противника.
Авиация 5-й воздушной армии поддерживала наступление 2-го Украинского фронта, которые перешли в наступление 5 января 1944 года. В первые два дня наступления, с целью освобождения Кировограда, авиация совершила 1100 самолёто-вылетов. Сосредоточение действий всей авиации на узком участке фронта способствовало выполнению задач войск фронта.
Авиация 17-й и 8-й воздушных армий поддерживала наступающие войска 3-го и 4-го Украинских фронтов. 2-й и 5-й воздушным армиям ставилась задача сосредоточить усилия на главном направлении ударов войск 1-го и 2-го Украинских фронтов в районе Корсунь-Шевченковского.
К началу Корсунь-Шевченковской операции 2-я и 5-я воздушные армии имели в своем составе 768 боевых самолётов. Немецко-фашистское командование сосредоточило в этом районе до 1 тыс. самолётов. Немецкое командование возлагало большие надежды на свою авиацию, пытаясь воспрепятствовать наступлению советских войск. 24 января истребители 4-го истребительного авиационного корпуса успешно отразили налеты крупных групп немецких самолётов, сорвав замыслы противника.
Действия авиации по поддержке наступающих войск 1-го и 2-го Украинских фронтов, с целью окружения противника в районе Корсунь-Шевченковского, проходили в крайне сложных метеорологических условиях (облачность 100—150 м, туманы и снегопады). Советская авиация действиями групп по 4-8 самолётов поддерживали наступление войск.
В условиях сложной погодной обстановки большое значение для войск имела воздушная разведка. Её вели наиболее опытные экипажи штурмовой и истребительной авиации. Сведения получаемые воздушной разведкой позволяли своевременно обеспечить командование сухопутных войск и авиации данными о противнике.
Завершение окружения корсунь-шевченковской группировки немцев пришлось на время оттепели, что вывело из строя советские грунтовые аэродромы. Обстановка требовала активных действий авиации, а в распоряжении воздушных армий в отдельные дни имелось только 1-2 аэродрома пригодных для полета. Поэтому командование вынуждено было сосредоточить на одном аэродроме по несколько авиационных полков различных родов авиации, обеспечивая их непрерывностью воздействия по войскам противника.
Находящимся в окружении войскам немецкое командование пыталось оказать помощь путем снабжения их по воздуху и прорыва внешнего фронта окружения. Активными действиями советской авиации по аэродромам базирования транспортной авиации немцев и уничтожением её в воздухе было сорвано снабжение окруженной группировки.
В условиях весенней распутицы резкое потепление и обильные осадки, привели к тому, что грунтовые дороги стали почти непроходимыми для наземного транспорта. В это время большое значение имела транспортировка боеприпасов и горючего авиацией для передовых частей 2-й и 6-й советских танковых армий.
Для снабжения, продвинувшихся вперед, танковых армий командующим 2-й воздушной армией была выделена 326-я ночная бомбардировочная авиационная дивизия. Её авиационные полки, вооруженные самолётами По-2, с 8 по 16 февраля днем и ночью в сложных погодных условиях совершили 822 самолёто-вылета и доставили войскам 49 тонн бензина, 65 тонн боеприпасов и 525 реактивных снарядов для гвардейских миномётов.
Во время прорыва обороны немецко-фашистских войск и развития наступления до 67 % действий авиации фронтов было сосредоточено на непосредственную поддержку сухопутных войск. В период разгрома окруженных немецких группировок гитлеровское командование усилило переброску резервов. С целью недопущения их подхода советская авиация систематическими атаками мелких групп штурмовиков наносили удары по железнодорожным объектам и колоннам войск на дорогах.
Советские летчики, несмотря на сложные метеоусловия и весеннюю распутицу, осуществляли поддержку и прикрытие своих войск. За два месяца боевых действий части 2, 5, 17 и 8-й воздушных армий совершили 31836 самолёто-вылетов, в том числе 13176 для ударов по войскам противника.
Потерпев крупное поражение зимой 1944 года немецкое командование приняло меры с целью удержать оставшиеся районы Правобережной Украины. К марту на этом направлении немецкая группировка войск имела до 1475 самолётов.
Утром 4 марта соединения 2-й воздушной армии приступили к поддержке наступающих войск 1-го Украинского фронта в начавшейся Проскурово-Черновицкой операции. В связи с плохой погодой штурмовая авиация поддерживала войска вылетом наиболее подготовленных одиночных экипажей и пар штурмовиков, которые наносили удары главным образом по опорным пунктам и артиллерийского-минометным батареям противника. Через три дня, после улучшения погоды, советские летчики действовали группами по 6-8 самолётов.
5 марта началась Уманско-Ботошанская наступательная операция войск 2-го Украинского фронта, наземные войска которого поддерживала авиация 5-й воздушной армии. Однако плохая погода, затруднения в подготовке аэродромов и перебои в материальном снабжении существенно ограничивали активные действия 5-й воздушной армии. В связи с этим часть авиационных полков была перебазирована на передовые аэродромы, с которых авиация продолжала оказывать поддержку войскам, совершая до 80 самолёто-вылетов в сутки. Для прикрытия советских наступающих войск истребительная авиация производила полеты на предельный радиус действия самолётов.
6 марта после артиллерийской и авиационной подготовки перешли в наступления войска 3-го Украинского фронта. Поддержку сухопутных войск осуществляла 17-я воздушная армия. Перед авиацией ставилась задача подавлять огневые точки и узлы сопротивления фашистов, а также срывать перегруппировку его войск и дезорганизовывать управление.
Большое значение в поддержке наступающих войск Красной Армии имела военно-транспортная авиация. В период весеннего бездорожья она осуществляла перевозку боеприпасов и горючего. Только за 17 дней апреля части военно-транспортной авиации совершили 4817 самолёто-вылетов и перевезли 670 тонн горючего, боеприпасов и более 5 тыс. пополнения и раненых.
Авиация фронтов принимала активное участие в 9 наступательных операциях по освобождению Правобережной Украины и совершила более 66 тыс. боевых самолёто-вылетов. Для сравнения авиация люфтваффе совершила около 31 тыс. самолёто-пролетов. Советские экипажи использовали малейшее улучшение погоды для выполнения боевых задач.

## Итоги операции
Днепровско-Карпатская операция является одним из самых крупных сражений Великой Отечественной войны как по своему размаху (в ней участвовали войска пяти советских фронтов и двух немецких групп армий; в общей сложности около 4 миллионов солдат с обеих сторон), так и по своей продолжительности (4 месяца). Это единственная операция, в которой наступали все 6 советских танковых армий. В результате операции немецкие войска потерпели тяжёлое поражение. Особенно жестокие потери понесла группа армий «Юг», её фронт был разорван, а 10 дивизий и 1 бригада — уничтожены почти полностью. Командующие обеими немецкими группами армий фон Манштейн и фон Клейст были сняты с постов и уволены Гитлером. 31 марта фон Манштейн был заменён на Вальтера Моделя, который остановил советское наступление под Тернополем.
Советские войска на фронте в 1400 километров продвинулись на запад от 250 до 450 километров, освободили огромную территорию Украины с населением в десятки миллионов человек и важные экономические районы. Советские войска вышли на государственную границу СССР, начав освобождение Румынии. Были созданы условия для освобождения всей Центральной и Юго-Восточной Европы.

## Память
- Отчеканена 5-рублёвая монета Банка России.
  - На лицевой стороне (аверс) в центре расположено обозначение её номинала в две строки «5 РУБЛЕЙ», ниже — надпись «БАНК РОССИИ», под ней год чеканки «2014», слева и справа — стилизованная ветка растения, в правой части монеты — товарный знак монетного двора.
  - На оборотной стороне (реверс) в центре расположено рельефное изображение фрагмента монумента «Победа» в городе Кривой Рог, по окружности имеются надписи: «ДНЕПРОВСКО-КАРПАТСКАЯ ОПЕРАЦИЯ» и «Великая Отечественная война 1941—1945 ГГ.», разделённые двумя звёздочками.